# Gare de Niolon
Gare de Niolon vasútállomás Franciaországban, Le Rove településen.

## Vasútvonalak
Az állomást az alábbi vasútvonalak érintik:
- Ligne de la Côte Bleue

## Kapcsolódó állomások
A vasútállomáshoz az alábbi állomások vannak a legközelebb:
- Gare de L'Estaque (Ligne de la Côte Bleue)
- Gare de La Redonne-Ensuès (Ligne de la Côte Bleue)